# Desulforudis audaxviator
Desulforudis audaxviator — вид анаеробних бактерій родини Peptococcaceae.

## Поширення та історія досліджень
Бактерія мешкає у підземних водах на глибині 1500-3000 м. Вона виявлена у 2006 році випадково під час дослідження гірничих вод у південноафриканській золотодобувній шахті Мпоненг неподалік Йоганесбурга на глибині 2800 м. Температура ґрунтових вод, в яких вона була виявлена, перевищувала 60 °C, кислотність — рН 9,3 та мали дефіцит поживних речовин. Таким чином Desulforudis audaxviator є одночасно термофільним і алкаліфільним мікроорганізмом. Ці бактерії є єдиним відомим мешканцем свого середовища, а тому живуть незалежно від інших організмів.

## Опис
Грампозитивна, рухома, спороутворююча бактерія у формі стрижня, завдовжки до 4 мкм. Розмір геному сягає 2,35 млн пар. В геномі Desulforudis audaxviator налічується 2157 генів, що кодують білки. Цей вид не потребує сонячного світла і отримує енергію в ході відновної реакції за участю сульфату (SO42-) і водню, що утворюється в результаті розпаду радіоактивних ізотопів урану, торію і калію, що містяться в гірських породах.